# Russula amarissima
Russula amarissima är en svampart som beskrevs av Romagn. & E.-J. Gilbert 1943. Russula amarissima ingår i släktet kremlor och familjen kremlor och riskor.   Inga underarter finns listade i Catalogue of Life.

## Källor

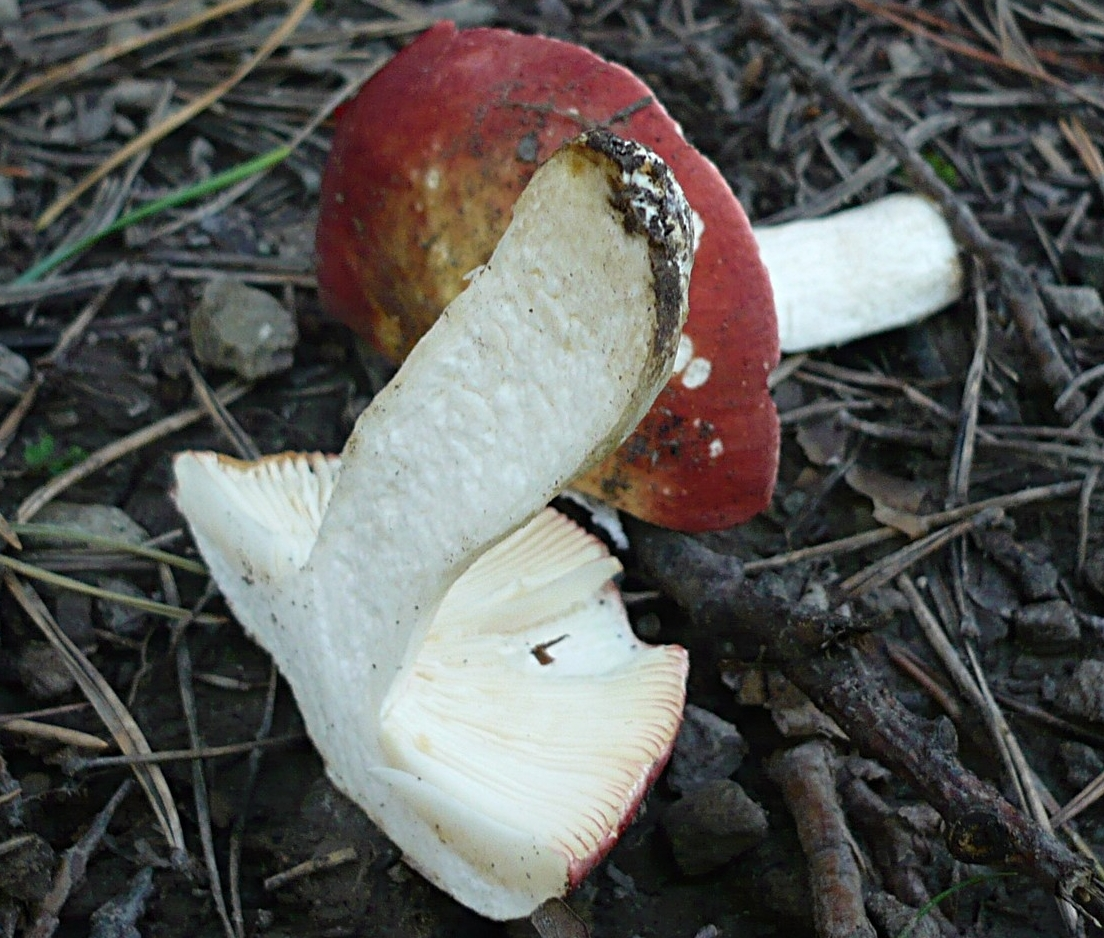
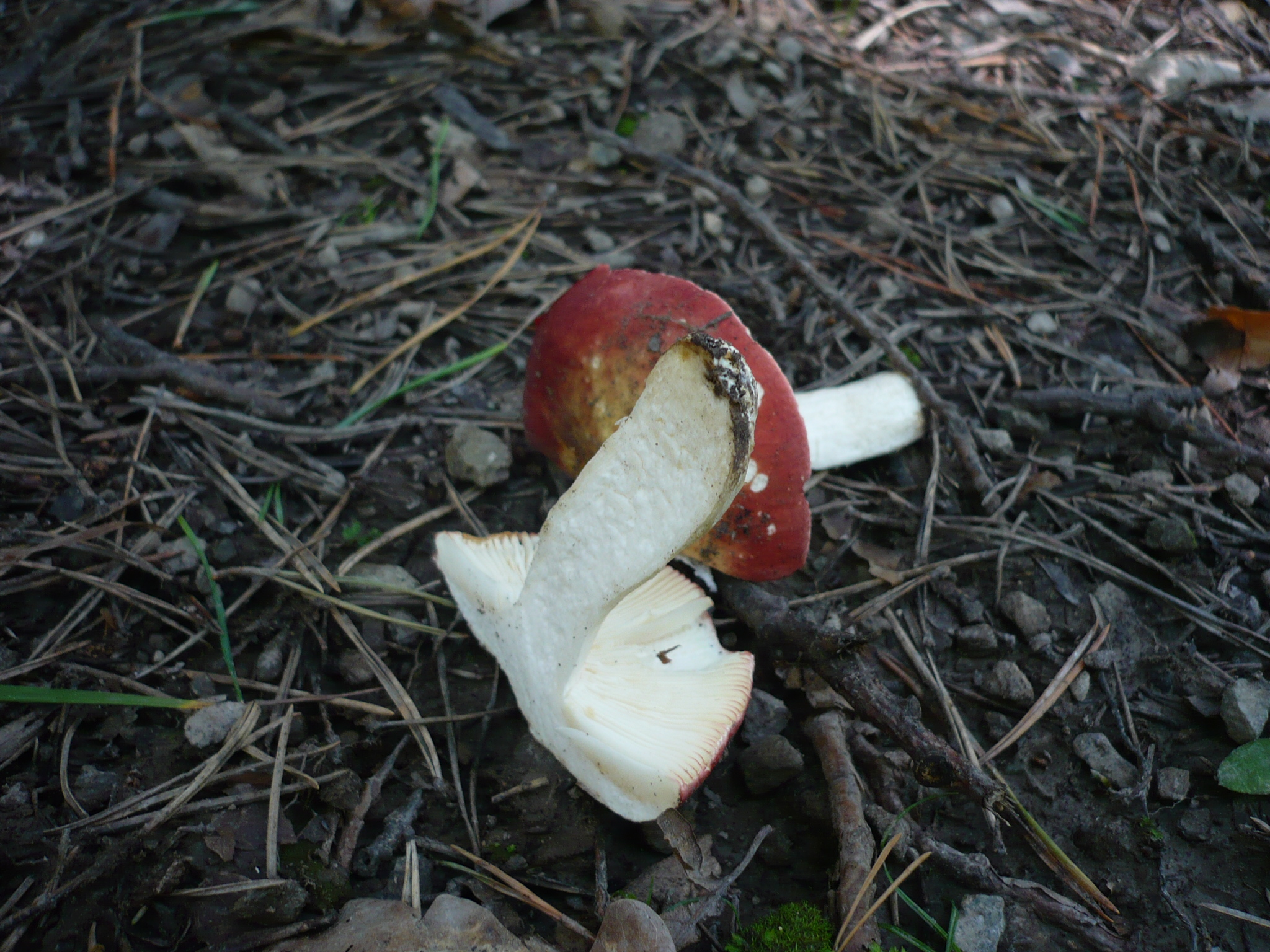